# سيدي أحمد العروسي
سيدي أحمد العروسي هي جماعة قروية في إقليم السمارة في المملكة المغربية. وهي تضم 269 نسمة، حسب الإحصاء العام للسكان والسكنى لسنة 2014.

## الثقافة
تشتهر جماعة سيدي أحمد لعروصي بتنظيم مهرجان الساقية الحمراء الدولي لسباق الإبل وبطولة كرة اليد الهجانة وذلك بمركز الجماعة.

## التسمية
يرجع سبب تسمية الجماعة بهذا الإسم نسبة إلى الشيخ سيدي أحمد العروسي الذي توفي في 1002 هـ.